# Onthophagus aspericeps
Onthophagus aspericeps là một loài bọ cánh cứng trong họ Bọ hung (Scarabaeidae).